# Karl Pirich
Karl Pirich, född 27 april 1875 i Salzburg, död 22 juni 1956 i samma stad, var en österrikisk arkitekt.
1893 anställdes Pirich hos Jakob Ceconi, som vid den tiden var Salzburgs främsta byggföretag. 1898 påbörjade han studier för Otto Wagner vid Akademie der bildenden Künste i Wien och erhöll tre år senare titeln "akademisk arkitekt".
Från 1907 arbetade han som självständig arkitekt och utvecklade sin personliga stil, som är en syntes av den inhemska stilen och Jugend. Han skapade många interiörer, bl.a. till Borromäuskirche i Salzburg. Bland de profana verken finns Salzburger Platzkeller och Braugasthof Obertrum.
1913 blev Pirich stiftsarkitekt och ansvarade för alla kyrkliga byggprojekt i Salzburgs ärkestift. Efter stadsbränderna i Obertrum (1917) och Wagrain (1927) blev han betydelsefull för återuppbyggnaden.